# Prochyliza nigricornis
Prochyliza nigricornis är en tvåvingeart som först beskrevs av Johann Wilhelm Meigen 1826.  Prochyliza nigricornis ingår i släktet Prochyliza och familjen ostflugor. Arten är reproducerande i Sverige. Inga underarter finns listade i Catalogue of Life.